# Gareth Thomas (científico)
Gareth Thomas (Maesteg, País de Gales, Reino Unido, 1932 - Oegstgeest, Países Bajos, 6 de febrero de 2014) fue un científico galés, nacionalizado estadounidense.
Profesor Emérito del Departamento de Ciencia de los Materiales e Ingeniería de la Universidad de California en Berkeley.
El profesor Thomas se graduó en la Universidad de Gales, Cardiff, en 1952. Obtuvo su doctorado en metalurgia por la Universidad de Cambridge, y se unió a la facultad de la Universidad de Berkeley en 1960. Se convirtió en profesor de Metalurgia en Berkeley e investigador en el Lawrence Berkeley Lab (LBL) en 1966.
Thomas fue un pionero en el campo de la microscopía electrónica, y entre sus muchos logros está el establecimiento del Centro Nacional de Microscopía Electrónica en LBL, que le fue oficialmente dedicado en 1983. Fue director del NCEM hasta 1991.
El profesor Thomas publicó más de 550 manuscritos relacionados con la aplicación de la microscopía electrónica en el campo de la Ciencia de los Materiales e Ingeniería. Un campo importante de su investigación fueron los procesos, estructuras, propiedades y relaciones en metales, cerámicas, semiconductores, materiales magnéticos y otros materiales inorgánicos. Como educador, Thomas fue autor de tres libros de texto utilizados por decenas de microscopistas. A través de su investigación, su enseñanza y su trabajo administrativo tuvo un gran impacto en el campo de la Microscopía Electrónica y la Ciencia de los Materiales e Ingeniería en general. Sus contribuciones han sido reconocidas con numerosos premios, incluyendo la elección para la Academia Nacional de Ciencias y la Academia Nacional de Ingeniería.